# Corynophora
Corynophora és un gènere d'arnes de la família Crambidae.

## Taxonomia
- Corynophora argentifascia (Hampson, 1919)
- Corynophora lativittalis (Walker, 1863)
- Corynophora torrentellus (Meyrick, 1879)